# BlackBerry Tablet OS
BlackBerry Tablet OS (також відома як BlackBerry PlayBook OS) — операційна система для планшетів BlackBerry PlayBook, створена на базі ОСРЧ QNX Neutrino. Є сертифікованою POSIX-сумісною операційною системою.

## Історія
Операційна система BlackBerry Tablet OS була вперше анонсована разом із планшетом BlackBerry PlayBook 27 вересня 2010 року під час заходу BlackBerry DEVCON 2010.
Перша версія випущена 19 квітня 2011 року. 
Реліз PlayBook OS 2.0 відбувся 21 лютого 2012 року і включає підтримку WebGL у WebWorks SDK, BlackBerry Runtime for Android Apps, застосунок BlackBerry Video Store for PlayBook для доступу до однойменного сервісу (який наразі доступний лише у США), а також роботу застосунків Messages, Calendar та Contacts без використання смартфону BlackBerry.

## Можливості

### Багатозадачність
Навігацію і переключення між запущеними застосунками реалізоване подібно до webOS: за допомогою жесту, яким викликається віконний режим. Аналогічно, жестом застосунок переводиться у фоновий режим, а для його закриття можна використовувати хрестик. В налаштуваннях присутня можливість задати поведінку застосунків за замовчуванням.

### Вбудовані застосунки
До складу операційної системи входять:
- Браузер із підтримкою Adobe Flash, HTML5 та Pinch to Zoom.
- Music — програвач аудіо із підтримкою форматів MP3, AAC, WMA.
- Videos — програвач відео із підтримкою H.264, MPEG, DivX, WMV.
- Documents To Go — набір офісних програм, що включає текстовий процесор Word To Go, Sheet To Go для роботи з таблицями та Slideshow To Go для роботи із презентаціями. Tablet OS з версії 2.0 також підтримує допоміжний застосунок для ПК Print To Go, за допомогою якого документи можна передавати на планшет[16].
- App World, Music Store та Video Store (останній — з версії Tablet OS 2.0) — застосунки для придбання, відповідно, стороннього програмного забезпечення, музики та відео.
- File Manager (з верії Tablet OS 2.0) — менеджер файлів, для доступу до збережених на пристрої зображень, документів, відео та музики[16].
- BlackBerry Balance (з верії Tablet OS 2.0) — застосунок із налаштуваннями безпеки для розмежування особистого та робочого режимів для операційної системи та сторонніх застосунків[16].

Також до складу Tablet OS включено застосунки Adobe Reader, YouTube, переглядач зображень, годинник, калькулятор, погода.

### Комунікації
Операційна система підтримує роботу пристрою у режимі точки доступу Wi-Fi, а також можливість використання мережі інтернет смартфону BlackBerry через Bluetooth. При підключенні BlackBerry PlayBook до персонального комп'ютера із Windows або Mac OS X він може правцювати у режимі накопичувача, якщо це дозволено налаштуваннями встановленої на ПК програми BlackBerry Device Manager.

### BlackBerry Bridge
Для утворення сполучення (пари) із використанням з'єднання Bluetooth між BlackBerry PlayBook та смартфоном під управлінням BlackBerry OS 5.0 та вище, на останній необхідно встановити безкоштовний застосунок BlackBerry Bridge. Після утворення сполучення функціональність смартфону, зокрема керування електронною поштою, календарем, задачами, повідомленнями та нотатками, доступна на планшеті. Із релізом PlayBook OS 2.0 за допомогою смартфону через BlackBerry Bridge можна дистанційно керувати планшетом.

### Інші функції
Операційна система підтримує функції вирізання, копіювання та вставлення між застосунками, а з версії Tablet OS 2.0 в тому числі між застосунками, запущеними через BlackBerry Bridge.

## Стороннє програмне забезпечення

### Розробка
BlackBerry PlayBook OS підтримує сторонні застосунки, створені із застосуванням:
- C та C++ (Native SDK)
- HTML5/JavaScript/CSS (WebWorks SDK)
- Adobe AIR, Adobe Flex та Adobe Flash (Adobe AIR SDK)
- Android Java (Android SDK, для застоунків сумісних із Android 2.3.3[23]/BlackBerry Packager for Android Apps).

Застосунки, створені за допомогою WebWorks SDK та Adobe AIR SDK підтримуються у BlackBerry PlayBook OS 1.0 та вище, Native SDK — 1.0.7 і вище, BlackBerry Packager for Android Apps — 2.0 і вище. Застосунки, стоворені із допомогою Android NDK, не підтримуються. Завантажені із магазину на пристрій застосунки виконуються за допомогою BlackBerry Runtime for Android Apps.
Планувалося також додати підтримку застосунків, створених із використанням BlackBerry Java SDK, але зрештою прийнято рішення відмовитися від цієї технології.

### Розповсюдження
Застосунки для BlackBerry PlayBook OS, на відміну від BlackBerry OS, росповсюджуються виключно через BlackBerry App World. Застосунки для Android перед публікацією у магазині підписуються та переупаковуються за допомогою BlackBerry Packager for Android Apps, при цьому для деяких застосунків може вимагатися перекомпіляція.

## Послідовник
BlackBerry 10 (раніше відома як BBX) — платформа, що розроблялася RIM також на базі QNX, покликана замінити нинішні операційні системи на смартфонах і планшетах лінійки BlackBerry. Застосунки, створені для BlackBerry PlayBook OS із застосуванням HTML5/WebWorks SDK та Native SDK, мали бути сумісними з новою операційною системою.

## Виноски
1. 1 2  BlackBerry PlayBook Review. Ninja Reviews (kb.mit.edu/confluence/x/gAGx). Massachusetts Institute of Technology. 22 квітня 2011. Архів оригіналу за 21 липня 2013. Процитовано 24 лютого 2012.(англ.)
2. 1 2  Dieter Bohn (21 лютого 2012). BlackBerry PlayBook 2.0 released with native email and Android app support. The Verge (www.theverge.com). Vox Media, Inc. Архів оригіналу за 21 липня 2013. Процитовано 24 лютого 2012.(англ.)
3. ↑  BLACKBERRY® TABLET OS SOFTWARE BETA LICENSE AGREEMENT. BlackBerry Developer (developer.blackberry.com). Research In Motion Limited. 2011. Процитовано 24 лютого 2012.(англ.)
4. ↑  BlackBerry products. BlackBerry - BlackBerry Product Names (us.blackberry.com). Research In Motion Limited. 2012. Архів оригіналу за 21 липня 2013. Процитовано 24 лютого 2012.(англ.)
5. 1 2 3  Latest software releases. PlayBook Tablet OS Software & Updates Official Installation Support (us.blackberry.com). Research In Motion Limited. 21 лютого 2012. Архів оригіналу за 21 липня 2013. Процитовано 24 лютого 2012.(англ.)
6. 1 2  RIM Expands Application Ecosystem for BlackBerry PlayBook (Пресреліз). Research In Motion Limited. 24 березня 2011. Архів оригіналу за 3 квітня 2011. Процитовано 24 лютого 2011.(англ.)
7. ↑  Characteristics of the BlackBerry PlayBook tablet. BlackBerry PlayBook Tablet. Version: 1.0. UI Guidelines. Research In Motion Limited. 22 липня 2011. Архів оригіналу за 21 липня 2013. Процитовано 24 лютого 2012. IEEE® POSIX® certified and supports symmetric multiprocessing [Архівовано 2013-07-26 у Wayback Machine.](англ.)
8. 1 2  Joshua Topolsky (27 вересня 2010). RIM introduces PlayBook -- the BlackBerry tablet. Engadget (www.engadget.com). AOL Inc. Архів оригіналу за 21 липня 2013. Процитовано 24 лютого 2012.(англ.)
9. ↑  Meet the Power Behind the BlackBerry Tablet OS. www.qnx.com. QNX Software Systems Limited. Вересень 2010. Архів оригіналу за 21 липня 2013. Процитовано 24 лютого 2012.(англ.)
10. ↑  RIM Unveils The BlackBerry PlayBook (Пресреліз). Research In Motion Limited. 27 вересня 2010. Архів оригіналу за 12 травня 2011. Процитовано 24 лютого 2012.(англ.)
11. ↑  Ronen Halevy (18 жовтня 2011). PlayBook OS 2.0 Developer Beta Includes WebGL, Flash 11, & AIR 3.0. www.berryreview.com. BerryReview LLC. Архів оригіналу за 21 липня 2013. Процитовано 24 лютого 2012.(англ.)
12. 1 2  RIM Unveils BlackBerry BBX - Combines the Best of BlackBerry and QNX to Provide a Next Generation Platform for BlackBerry Smartphones and Tablets (Пресреліз). Research In Motion Limited. 18 жовтня 2011. Архів оригіналу за 7 грудня 2011. Процитовано 24 лютого 2012. {{cite press release}}: Cite має пустий невідомий параметр: |6= (довідка)(англ.)
13. ↑  Jamison Cush (18 квітня 2011). BlackBerry PlayBook Review. TabletPCReview.com. TechTarget, Inc. Архів оригіналу за 21 липня 2013. Процитовано 24 лютого 2012.(англ.)
14. ↑  Mike Isaac (13 квітня 2011). BlackBerry PlayBook Tablet Lacks All the Right Moves. Wired.com. Condé Nast Digital, Inc. Архів оригіналу за 21 липня 2013. Процитовано 24 лютого 2012.(англ.)
15. 1 2 3 4 5 6  Сергей Кузьмин (12 травня 2011). Обзор Blackberry PlayBook, часть первая. Mobile-review.com. www.mobile-review.com. Архів оригіналу за 21 липня 2013. Процитовано 24 лютого 2012.(рос.)
16. 1 2 3 4  BlackBerry PlayBook Tablet. User Guide. Version: 2.0 (PDF). Research In Motion Limited. 15 лютого 2012. с. 84 ст. Архів (PDF) оригіналу за 21 липня 2013. Процитовано 24 лютого 2012. [Архівовано 2013-10-19 у Wayback Machine.](англ.)
17. ↑  Илья Тараканов (16 липня 2011). Обзор планшета BlackBerry Playbook, часть вторая. Mobile-review.com. www.mobile-review.com. Архів оригіналу за 21 липня 2013. Процитовано 24 лютого 2012.(рос.)
18. ↑  Christina Bonnington (12 серпня 2011). Sprint Says ‘No Thanks’ to 4G BlackBerry PlayBook. Wired.com. Condé Nast Digital, Inc. Архів оригіналу за 21 липня 2013. Процитовано 24 лютого 2012.(англ.)
19. ↑  Eliane Fiolet (2 травня 2011). Blackberry Playbook Review. UberGizmo (www.ubergizmo.com). Blogzilla LLC. Архів оригіналу за 21 липня 2013. Процитовано 24 лютого 2012.(англ.)
20. ↑  Research In Motion Limited (21 лютого 2012). Free BlackBerry Bridge - Download BlackBerry Bridge - Free Apps from BlackBerry App World. BlackBerry App World. Research In Motion Limited. Архів оригіналу за 21 липня 2013. Процитовано 24 лютого 2012.(англ.)
21. ↑  Platforms. BlackBerry Developer (developer.blackberry.com). Research In Motion Limited. 2012. Архів оригіналу за 10 квітня 2012. Процитовано 24 лютого 2012.(англ.)
22. 1 2  Developer Roadmap: BlackBerry BBX and the BlackBerry Java SDK. Блог Inside BlackBerry (devblog.blackberry.com). Research In Motion Limited. 20 жовтня 2011. Архів оригіналу за 21 липня 2013. Процитовано 24 лютого 2012. [Архівовано 2013-06-27 у Wayback Machine.](англ.)
23. ↑  Overview. Documentation - BlackBerry Runtime for Android apps / BlackBerry Developer (developer.blackberry.com). Research In Motion Limited. 2011. Архів оригіналу за 22 травня 2012. Процитовано 24 лютого 2012.(англ.)
24. ↑  Release notes - BlackBerry Native. BlackBerry Developer (developer.blackberry.com). Research In Motion Limited. 14 жовтня 2011. Процитовано 24 лютого 2012.(англ.)
25. 1 2  Mike Kirkup (21 квітня 2011). Answers to your questions about the application players for BlackBerry Java-based and Android apps. Блог Inside BlackBerry (devblog.blackberry.com). Research In Motion Limited. Архів оригіналу за 21 липня 2013. Процитовано 24 лютого 2012. [Архівовано 2013-07-28 у Wayback Machine.](англ.)
26. ↑  Dante Cesa (29 вересня 2011). RIM details Android compatibility, apps written with NDK see Canadian visas declined. Engadget (www.engadget.com). AOL Inc. Архів оригіналу за 21 липня 2013. Процитовано 24 лютого 2012.(англ.)
27. ↑  Application Distribution Services. BlackBerry Developer Services - App Distribution / BlackBerry Developer (developer.blackberry.com). Research In Motion Limited. 2012. Архів оригіналу за 16 лютого 2012. Процитовано 24 лютого 2012.(англ.)
28. ↑  Dieter Bohn (17 січня 2012). The long road to BlackBerry 10. The Verge (www.theverge.com). Vox Media, Inc. Архів оригіналу за 21 липня 2013. Процитовано 24 лютого 2012.(англ.)
29. ↑  Getting started with repackaging. BlackBerry Runtime for Android apps / BlackBerry Developer (developer.blackberry.com). Research In Motion Limited. 2011. Процитовано 24 лютого 2012.(англ.)
30. ↑  Julianne Pepitone (7 грудня 2012). BlackBerry drops BBX name after court order. CNNMoney.com. Cable News Network, Inc. Архів оригіналу за 21 липня 2013. Процитовано 24 лютого 2012.(англ.)